# Takeda Shingen
Takeda Shingen (武田信玄 (Vũ Điền Tín Huyền) 1521–1573) là một lãnh chúa (daimyo) của vùng Kai và vùng Shinano trong thời Chiến Quốc của Nhật Bản. Được mệnh danh là "Mãnh hổ xứ Kai", Takeda Shingen là một trong những lãnh chúa mạnh nhất giai đoạn cuối thời Chiến Quốc.

## Tên gọi
Khi sinh ra vào ngày 1 tháng 12 năm 1521, Takeda Shingen được đặt tên là Takeda Katsuchiyo. Khi đến tuổi trưởng thành, ông lại đổi tên là Takeda Harunobu và đến năm 1551, ông lấy tên Takeda Shingen.

## Cuộc đời
Takeda Shingen là con trai cả của Takeda Nobutora, một vị lãnh chúa và quân sư tài ba của vùng Kai. Ông đã đóng góp rất lớn trong việc quản lý lãnh địa và được mọi người tôn trọng ngay khi tuổi còn khá nhỏ. Tuy nhiên, sau đó ông lại nổi lên chống lại cha mình và chiếm quyền quản lý dòng họ Takeda. Lý do cuộc đảo chính này đến nay vẫn rõ ràng nhưng nhiều người cho rằng đó là do Takeda Nobutora dự định cho người con trai thứ là Takeda Nobushige làm người kế vị chính thức. Khi Nobutora đến thăm con gái đã gả cho gia tộc Imagawa, Shingen đã cùng các tướng lĩnh chủ chốt chặn đường về Kai của cha mình. Kết quả là Takeda Nobutora bị ép buộc thoái vị (Takeda Nobutora không bị giết hay bị bắt mổ bụng tự sát, đây là kết quả của một cuộc đảo chính không đổ máu). Imagawa Yoshimoto đã thông đồng cùng Takeda Shingen trọng cuộc đảo chính này, và hai dòng họ Imagawa, Takeda vẫn tiếp tục liên kết với nhau sau đó. Liên minh sau đó chuyển thành 3 bên khi có thêm sự gia nhập của nhà Hojo.
Mục tiêu đầu tiên của Shingen sau khi lên ngôi là chinh phục vùng Shinano. Một số lãnh chúa lớn ở vùng Shinano lập tức đưa quân đến Kai nhằm vô hiệu hoá Shingen trước khi ông kịp chiêu quân đánh Shinano. Tuy nhiên, kế hoạch đánh bại Shingen ở Fuchu của các lãnh chúa đó đã thất bại khi họ bị quân của Shingen tấn công bất ngờ ở Sezawa. Shingen nắm lấy cơ hội và đẩy nhanh cuộc tấn công khi quân vùng Shinano còn chưa kịp hoàn hồn. Trong năm đó, ông tiến quân vào Shinano chinh phạt Suwa rồi tiến vào trung tâm Shinano đánh bại Tozawa Yorichika và Takato Yoritsugu. Nhưng Shingen bị chặn lại ở Uehara bởi quân của Murakami Yoshioki. Cuối cùng, Shingen cũng đánh bại được dòng họ Murakami. Murakami Yoshioki buộc phải chạy sang cầu cứu dòng họ Uesugi.
Sau khi chinh phục được Shinano, Shingen đối mặt với Uesugi Kenshin của vùng Echigo. Cuộc đụng độ giữa hai người đã trở thành huyền thoại, gặp nhau năm lần trên chiến trường Kawanakajima (1554, 1555, 1557, 1561, 1564). Tuy nhiên những cuộc đụng độ này chỉ là các cuộc chiến nhỏ, không bên nào nghĩ đến một trận quyết chiến cuối cùng. Cuộc đụng độ lớn nhất là lần thứ tư, quân của Kenshin xông thẳng vào quân của Shingen, tạo ra một con đường thẳng đến chỗ Shingen và hai người đụng độ mặt đối mặt. Truyền thuyết kể rằng Kenshin tấn công Shingen với thanh kiếm của mình, trong khi Shingen đỡ đòn bằng cây quạt sắt (tessen). Hai bên thiệt hại nặng nề trong cuộc chiến này, đặc biệt là Shingen đã bị mất hai tướng là Yamamoto Kansuke và người em của mình, Takeda Nobushige. Đến 1564, Shingen hoàn toàn chinh phục vùng Shinano và chiếm một số lâu đài của Uesugi. Shingen giữ vững các vùng đất của mình và cho xây dựng đập trên sông Fuji, một trong những hoạt động phát triển nông nghiệp lớn nhất thời bấy giờ.
Sau khi Imagawa Yoshimoto bị Oda Nobunaga đánh bại, Shingen tấn công quân Imagawa đang bị tổn thất nặng nề. Ông thỏa hiệp với Tokugawa Ieyasu tấn công các vùng đất của quân Imagawa. Nhưng sau khi hoàn tất cuộc chinh phạt, Nhà Tokugawa đã liên minh với Oda để bảo vệ lãnh thổ trước sự bành trướng của phe Takeda.
Vận mệnh của toàn Nhật Bản đặt vào tay Shingen, khi ở tuổi 49 là lãnh chúa duy nhất có khả năng ngăn chặn cuộc tiến quân của Oda Nobunaga đến thủ đô của Nhật lúc bấy giờ. Ông đánh bại liên quân Tokugawa năm 1572 ở Mikatagahata và chiếm thành Futamata. Sau khi chiến thắng Tokugawa Ieyasu, cuộc tiến quân của Shingen bị ngưng lại do một số vấn đề đối nội. Nhưng ông tiếp tục cuộc hành quân vào năm 1573 và bất ngờ qua đời ngày 13 tháng 5 năm 1573.
Takeda Shingen qua đời vì bệnh ở tuổi 53, khi nằm trên giường bệnh, điều làm ông trăn trở nhất chính là cậu con trai cũng là người thừa kế của mình, Takeda Katsuyori. Ngay khi hay tin Takeda Shingen vĩ đại qua đời, chắc chắn tất cả những đối thủ từ trước đến giờ sẽ đồng loạt tấn công.
Đoán trước tình thế, ông đã để lại những lời cuối cùng này cho con trai mình:
"Sau khi ta chết đi, không được điều động binh lính bừa bãi. Cống hiến hết mình để củng cố chính trị trong nước, nếu kẻ địch có đột nhập thì tìm mọi cách phòng thủ, nếu chúng tháo chạy thì đuổi theo. Bằng mọi cách, che giấu việc ta qua đời trong ít nhất 3 năm".
Đó là tinh thần bất diệt của một Samurai, vào phút cuối đời vẫn đặt đất nước và con trai của mình lên trên cái chết của bản thân.

## Các tướng lĩnh dưới quyền
Dưới thời Edo, 24 vị tướng của Shingen là một đề tài nổi tiếng của Ukiyo-e và Bunraku. Tuy việc làm và chức vụ không được nói tới, một số thì đã chết trước khi các tướng lĩnh khác phục vụ nhưng họ đều đó đóng góp rất lớn cho Shingen và dòng họ Takeda.